# A.B.C. contre Poirot
Pour les articles homonymes, voir A.B.C. contre Poirot (homonymie).
A.B.C. contre Poirot (titre original : The A.B.C. Murders) est un roman policier d'Agatha Christie publié le 6 janvier 1936 au Royaume-Uni, mettant en scène Hercule Poirot et le capitaine Hastings. Il est publié le mois suivant aux États-Unis, et deux ans plus tard, en 1938, en France.
Hercule Poirot est amené à enquêter sur un tueur en série qui assassine ses victimes selon l'ordre de l'alphabet (liant la première lettre du nom de famille à la première lettre de la ville où le meurtre est commis).

## Résumé
Le roman est composé de 34 chapitres. Il est précédé d'un avant-propos censé être rédigé par le capitaine Hastings, ainsi que d'un épilogue.

### Mise en place de l'intrigue
On est en juin 1935. Le capitaine Hastings est de retour en Angleterre. Hercule Poirot l'accueille à la gare et lui annonce qu'il y a quelques jours, il a reçu une curieuse lettre, signée « A.B.C. », lui disant de se rendre à Andover le 21 juin. Quelques jours plus tard, le 22, Poirot et Hastings reçoivent une visite de l'inspecteur Japp, qui leur apprend qu'une marchande nommée Alice Ascher a été frappée à mort. Les soupçons se dirigent vers Frantz Ascher, le mari de la victime, qui a déjà menacé de la tuer par le passé. Un guide des chemins de fer A.B.C a été laissé au côté de Mme Ascher. La nièce de la victime, Mary Drower, est sa seule parente vivante. Elle est très triste, d'autant plus qu'elles devaient fêter l'anniversaire de Mary ensemble (chapitres 1 à 7).

### Enquête criminelle
Le 22 juillet, une deuxième lettre parvient à Poirot, lui donnant rendez-vous à Bexhill le 25 juillet. Là, le corps d'Elisabeth (dite Betty) Barnard, qui a été étranglée, est découvert par un homme promenant son chien. Poirot remarque que le nom de la première victime commence par A et qu'elle habitait à Andover et qu'ensuite, c'est B pour Bexhill et Barnard. Peut-être l'assassin désire-t-il faire tout l'alphabet ? Et pourquoi les lettres sont-elles adressées à Poirot ? L'assassin serait-il un fou homicide qui aurait une manie de l'alphabet ? Et surtout, existe-t-il un lien entre les victimes ? (chapitres 8 et 9).
Poirot enquête au sein de la famille Barnard. Donald Fraser paraît être un coupable potentiel (chapitres 10 à 13).
Quelques jours après, une troisième lettre arrive chez Poirot : un meurtre pourrait être commis à Churston dans le Devon le 30 juillet. Mais la lettre a été posté avec une erreur dans l'adresse si bien qu'elle ne parvient à Poirot qu'au dernier moment. Sir Carmichael Clarke a été assassiné. L'enquête commence ; Poirot questionne le frère de la victime, Franklin Clarke. La presse s'empare de l'affaire de cette série de meurtres (chapitres 14 à 20).
Une quatrième lettre parvient à Poirot, lui annonçant un nouveau meurtre à Doncaster le 11 septembre. Toutefois, ce jour-là, il y aura une course hippique dans la ville et beaucoup de monde y sera présent. Un homme y est poignardé : George Earlsfield (chapitres 21 à 28).

## Personnages
- Les enquêteurs
  - Hercule Poirot : détective privé belge.
  - Capitaine Hastings : ami de Poirot.
  - Inspecteur Japp : inspecteur-chef à Scotland Yard.
  - Inspecteur Crome : policier chargé de l'enquête.
  - Docteur Thompson : psychiatre chargé du profil psychologique du criminel.

- Les victimes
  - Alice Ascher : première victime, tenancière d'une épicerie.
  - Elisabeth (« Betty ») Barnard : deuxième victime.
  - Carmichael Clarke : troisième victime, propriétaire foncier.
  - George Earlsfield : quatrième victime, barbier.

- Le tueur inconnu
  - « A.B.C. ».

- Famille d'Alice Ascher
  - Franz Ascher : homme alcoolique et malade, époux (séparé) d'Alice.
  - Mary Drower : nièce d'Alice Ascher.

- Famille d'Elisabeth (« Betty ») Barnard
  - Megan Barnard : sœur aînée de Betty.
  - Donald Fraser : petit ami de Betty.
  - M. et Mme Barnard : parents de Betty Barnard.
  - Milly Higley : collègue de travail de Betty.

- Famille de Carmichael Clarke
  - Franklin Clarke : frère de Sir Carmichael Clarke.
  - Lady Charlotte Clarke : épouse de Sir Carmichael ; elle souffre d'un cancer.
  - Thora Grey : secrétaire de Sir Carmichael Clarke.

- Autres personnages importants
  - Alexander Bonaparte Cust : épileptique, vendeur indépendant, plutôt insignifiant.
  - Lily Marbury : fille de la propriétaire de l'appartement d'Alexandre Bonaparte Cust.
  - Tom Hartigan : petit ami de Lily Marbury.
  - Roger Downes : enseignant ; il était le voisin de George Earlsfield dans le cinéma où a eu lieu le 4e meurtre.

## Élaboration du roman

### Écriture
Agatha Christie expérimente une nouvelle technique de narration : elle alterne entre un récit à la première personne et un à la troisième. Elle s'inspire du style de son auteur favori, Charles Dickens.